# Kapel van de Weerstand

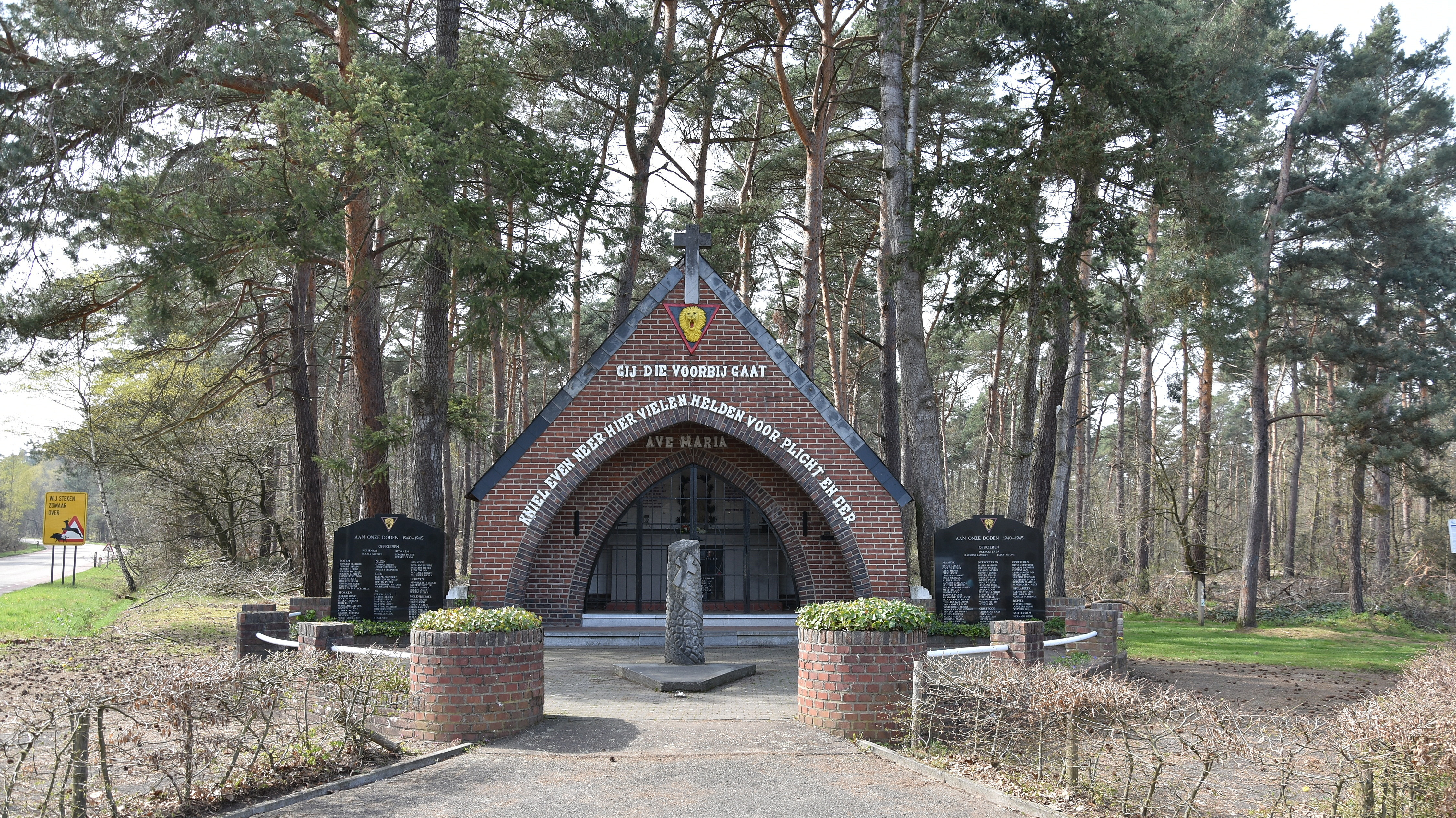
Kapel van de Weerstand

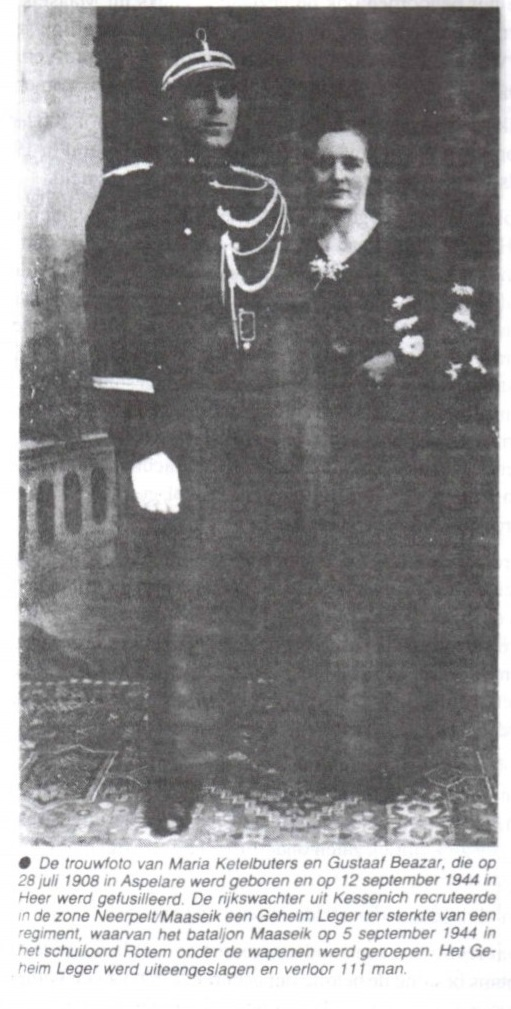
Trouwfoto Gustaaf Beazar

De kapel van de Weerstand of kapel der Weerstanders (verouderd) is een kapel in het Belgische Rotem (Dilsen-Stokkem). Hij werd gebouwd in 1946 en ingehuldigd in 1947, ter herinnering aan de meer dan honderd in de Tweede Wereldoorlog omgekomen verzetslieden van het Geheim Leger in de sector Maaseik, en de burgers uit de streek die hen hielpen. Velen werden ter plekke neergeschoten, anderen werden afgevoerd naar Duitse kampen. In totaal lieten meer dan 130 mensen het leven.

## Ligging en omgeving
De kapel bevindt zich aan de noordzijde van de Brugstraat in Rotem, op tweehonderd meter ten westen van de brug in de Brugstraat over de Zuid-Willemsvaart en zeshonderd meter ten noordwesten van de spoorbrug. Tussen het kanaal en de kapel ligt nog de Weerstandersweg, waarvan de naam eveneens herinnert aan het verzet. De kapel is gebouwd op de plaats waar de gevallenen in september 1945 voor het eerst herdacht werden. Behalve een herdenkingspunt is de kapel ook een baken in een gebied dat vrijwel geheel uit bos bestaat.
Bij de kapel ligt aan de Brugstraat een parkeerplaats voor enkele tientallen auto's. Door de ligging direct ten zuiden van het Bergerven is de site een vertrekpunt geworden voor diverse wandelroutes naar dat natuurgebied, dat deel uitmaakt van het bosgebied Schootsheide, waar de strijders zich schuilhielden. De kapel bevindt zich dicht bij de zuidrand van het gebied; het gelijknamige gehucht, dat naar dit gebied genoemd is, ligt drie kilometer noordelijker. Bij de kapel zijn talrijke vondsten uit de nieuwe steentijd gedaan.

## Geschiedenis

### Oprichting Geheim Leger sector Maaseik
Gustaaf Beazar (schuilnaam: Modest) was een van de oprichters van het Geheim Leger in de sector Maaseik. Beazar was lid van de verzetsbeweging LUC en werd later ook lid van de Belgische Nationale Beweging (BNB). In november 1941 nam hij de leiding in de regio's Neerpelt en Maaseik, en organiseerde hij in Maaseik de oprichtingsvergadering van de BNB, gebruikmakend van de contacten die hij met verscheidene mensen had gehad.
De ledenwerving ging al snel van start en al vlug werden her en der mensen lid van deze nieuwe organisatie. De eigenlijke rekrutering van de leden begon vlot te verlopen vanaf de zomer van 1942.
Het bataljon Maaseik bestond uiteindelijk uit negen brigades die elk zo'n 200 leden telden. Heel de brigade omvatte dus ongeveer 1800 actieve leden. Vooral in 1944 hebben zich heel wat verzetsstrijders bij de verschillende brigades aangemeld.

### Schuiloord Anatole
Toen in 1943 opnieuw een vliegtuig neerstortte in Kinrooi, kwamen de Duitsers bij Beazar terecht. Hijzelf had onraad geroken en hield zich schuil. Beazar kwam in die periode in contact met Russische krijgsgevangenen, die door de Duitsers als dwangarbeiders naar de steenkoolmijnen werden gestuurd. Deze partizanen probeerden onder leiding van een ontsnapte Russische kolonel zoveel mogelijk wapens te bemachtigen, waarmee ze echte of vermeende tegenstanders uit de weg wilden ruimen. Velen van die Russen ontsnapten en verscholen zich in dennenbossen bij Rotem. Dit kan invloed hebben gehad op de keuze van Rotem als schuiloord.
Vanuit het schuiloord Anatole werden acties ondernomen tegen de bezetter en zijn medewerkers. De beide bruggen over de Zuid-Willemsvaart in Rotem moesten bewaakt worden. In de bossen tussen Rotem, Opoeteren en Neeroeteren werden hutten gebouwd. Het hoofdkwartier bevond zich achter de Zuid-Willemsvaart, in de winkel 'De Welvaart' van de familie Cops-Gorissen, circa vijf kilometer ten noorden van Dilsen. De andere woningen werden gebruikt als schuilplaatsen voor de documenten zoals de adreslijsten, de vergoedingen maar ook de schaarse wapens en munitie. De belangrijkste stukken werden in ijzeren tonnetjes bewaard om ze in geval van nood snel te kunnen laten verdwijnen.

### September 1944
Sluipend door de bossen voegden de verzetsstrijders zich op 5 september 1944  bijeen in het schuiloord in de buurt van Rotem. Hoewel men voorraden had aangelegd, zoals wapens, uitrusting en salopettes (zelfgemaakte overalls), was de ravitaillering moeilijk voor zo'n grote groep mensen. Daarom werden er onder andere koeien in de omgeving gevorderd, waarvan in ketels van de Winterhulp vleessoep werd gekookt. Dit gebeurde in het huis van de familie Leo Dreessen, waar ook aanvoerder Beazar zich bevond.
Waarschijnlijk door verraad kwamen de Duitsers op de hoogte van de aanwezigheid van deze concentratie van het verzet, en men werd daarop dan ook op zaterdag 9 september 1944 vanaf de overkant van het kanaal aangevallen. Een wachtpost van het verzet op de spoorbrug over het kanaal, de Nederlander Henri Hermans (wellicht een schuilnaam, zijn werkelijke identiteit werd nooit meer vastgesteld), werd hierbij op slag gedood. Door de strategische positie en het heftige verzet van het Geheim Leger moesten de Duitse troepen deze eerste aanval echter afbreken en zich terugtrekken.
Zondag 10 september 1944, even voor de zondagsmis van twaalf uur, vielen de Duitsers opnieuw massaal aan. Zij hadden tien vrachtwagens bij zich. Zij trokken op over beide bruggen (een houten loopbrug en een spoorbrug, waarbij de weerstand van het verzet ditmaal wel werd gebroken. De omwonenden vluchtten als eersten de bossen in, later gevolgd door de verzetsmensen. Niet alle verzetsmensen en omwonenden van het kanaal wisten echter te ontkomen en een veertigtal van hen werd gevangengenomen. 
Bij de opkomst en formering van de verzetstroepen waren 27 Duitsers gevangengenomen, die in de nabijgelegen zinkfabriek vastgehouden werden. Het zijn met name deze soldaten geweest die naderhand gebruikt werden om de gevangengenomen verzetsmensen te identificeren.  

## Herdenkingen
Een jaar na het drama te Rotem werd door de toenmalige verzetsstrijders de eerste herdenkingsplechtigheid georganiseerd, op zondag 30 september 1945. Honderden familieleden, oud-verzetsstrijders, vrienden en sympathisanten verzamelden in de Rotemse bossen om hun overledenen te herdenken. Op deze plaats werd later de kapel gebouwd. 
Enkele andere memorabele herdenkingen: 
- In 1975 werd voor de eerste keer de Nationale dag van het Geheim Leger ingericht te Rotem, op zondag 8 juni. Daardoor waren er in dat jaar twee vieringen, een unicum.
- De veertigste herdenkingsplechtigheid in 1984 werd bijgewoond door Monseigneur Heusschen, bisschop van Hasselt.

## Oprichting van de kapel
Op 21 juli 1947 werd de kapel plechtig ingehuldigd. Het afgebeelde krantenverslag van deze gebeurtenis meldt dat om 10 uur aan de kerk te Rotem een stoet vertrok naar de nieuwe kapel achter het kanaal. 
De kapel werd door pastoor Gerits gewijd aan Onze Lieve Vrouw van het Maquis. Zo'n tweeduizend mensen waren opgekomen, zij stonden tot ver in het bos verspreid. Na de viering, bijgewoond door heel wat personaliteiten, beloofde BNB-chef Raymond Nyssen dat er ieder jaar een viering zou worden gehouden ter nagedachtenis van de gesneuvelde en vermiste weerstanders uit de sector Maaseik. 
De gedenkstenen werden enkele jaren later geplaatst, evenals de muurteksten. Deze zijn geplaatst in de dakpunt en boven de toegangsbogen. Deze luidt: Gij die voorbij gaat / kniel even neer hier vielen helden voor plicht en eer. Erboven en bovenaan de gedenkplaten bevindt zich het driehoekige herkenningsteken van het Geheim Leger. Boven de tweede toegangsboog luidt een tekst: Ave Maria.

## Galerij

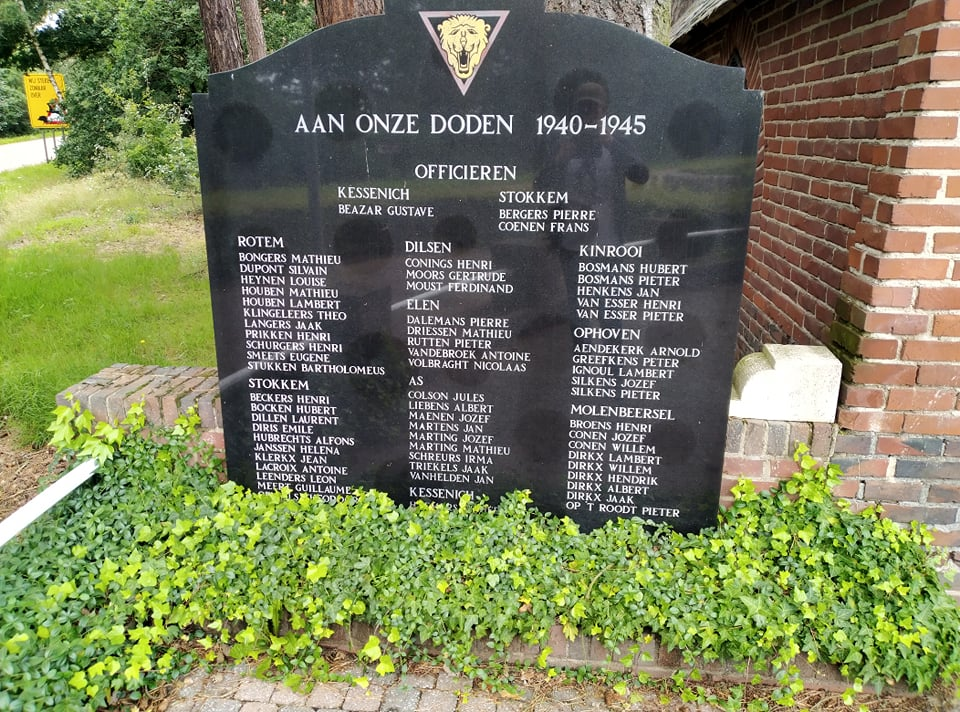
Gevallen Weerstanders
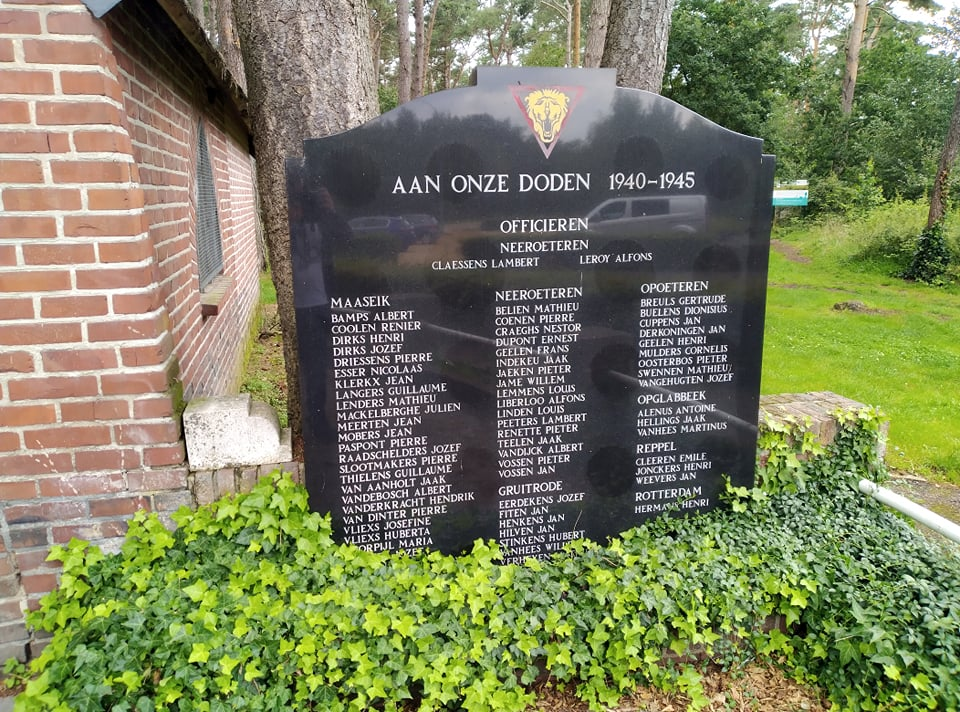
Gevallen Weerstanders
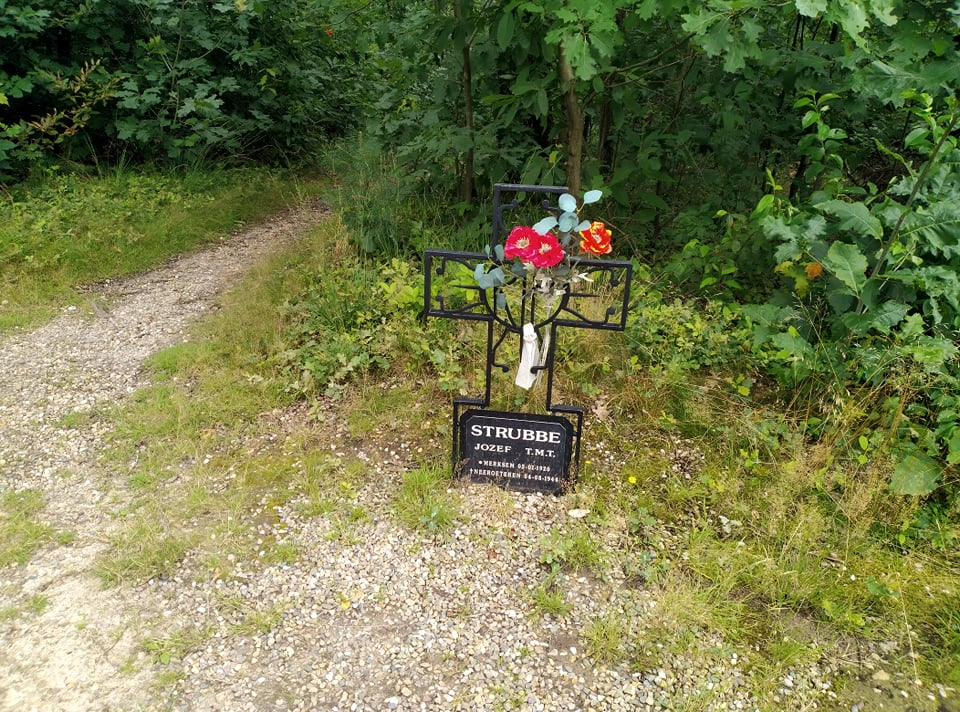
Enige bekende herdenkingskruis in de Rotemse bossen
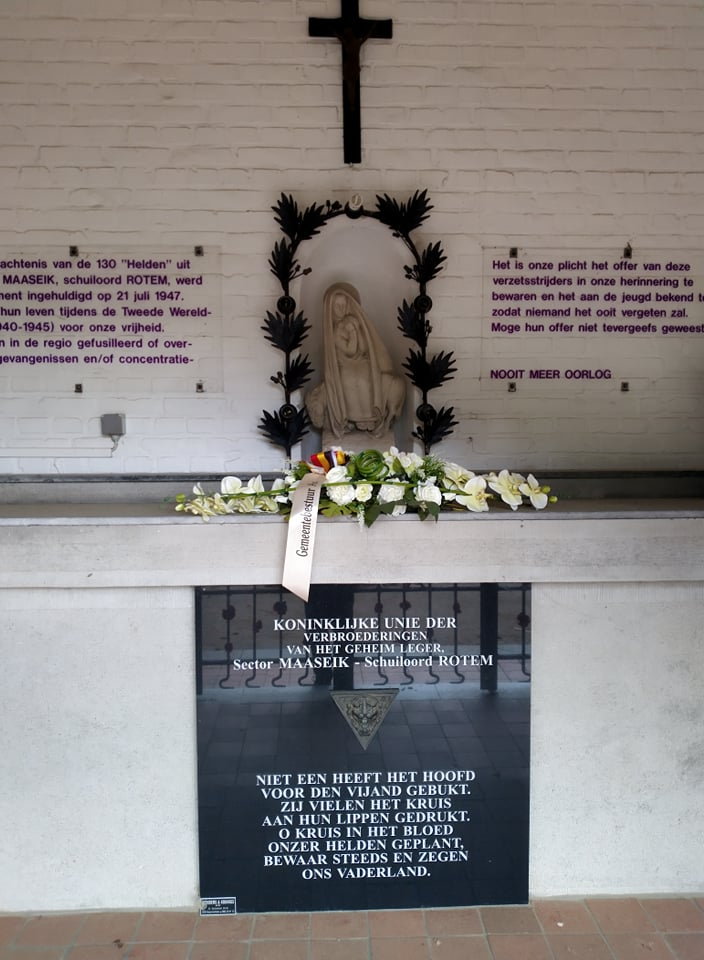
Binnenkant
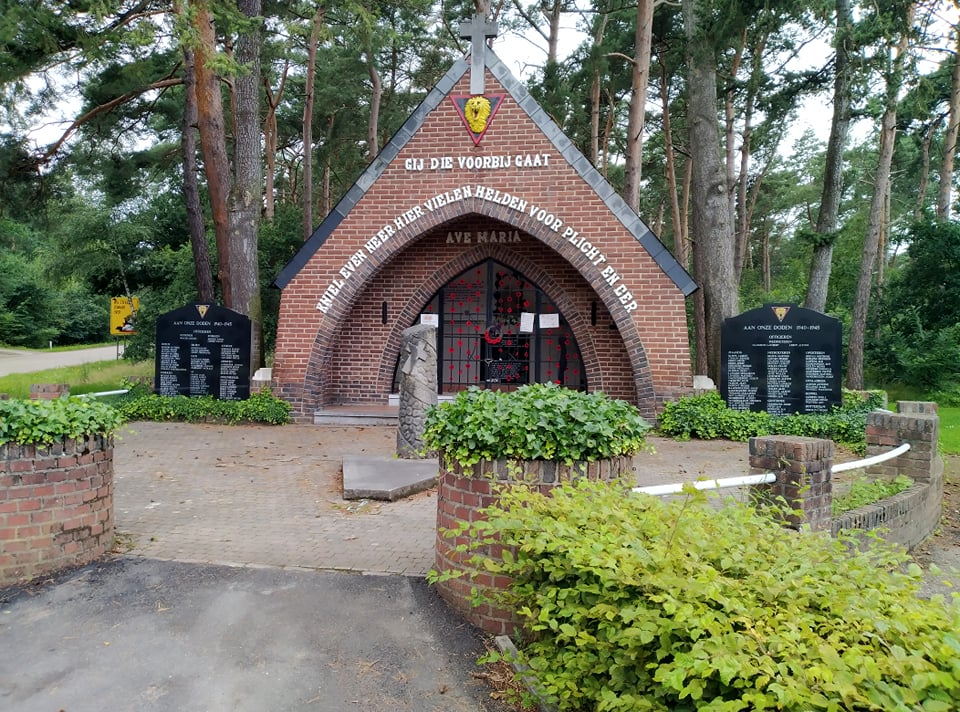
10 augustus 2021
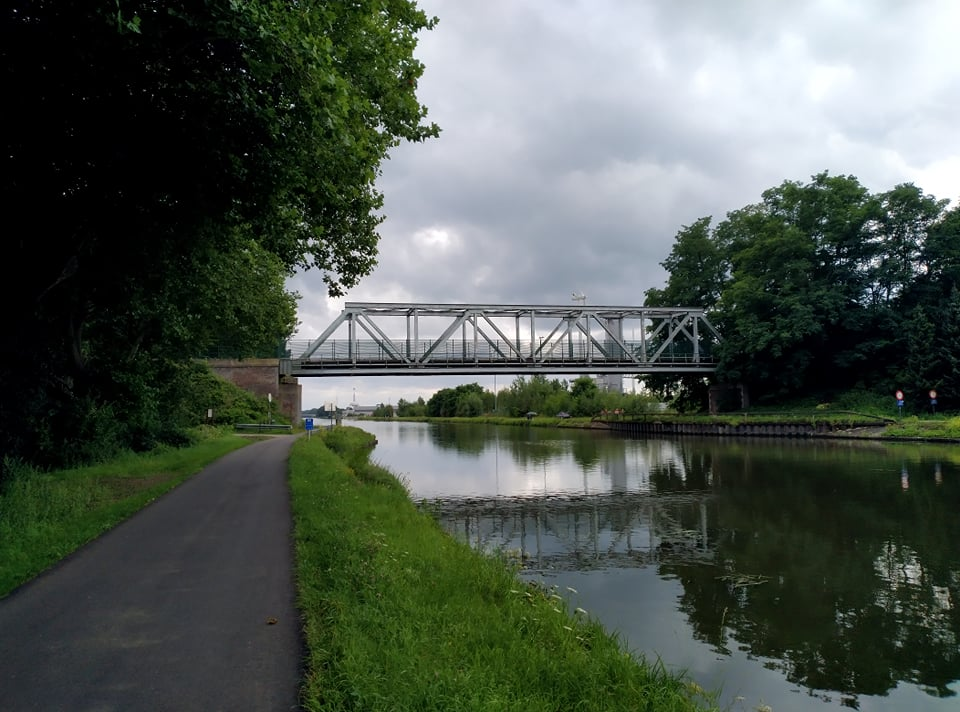
Spoorbrug Rotem, een van de twee genoemde bruggen; thans een fietsbrug
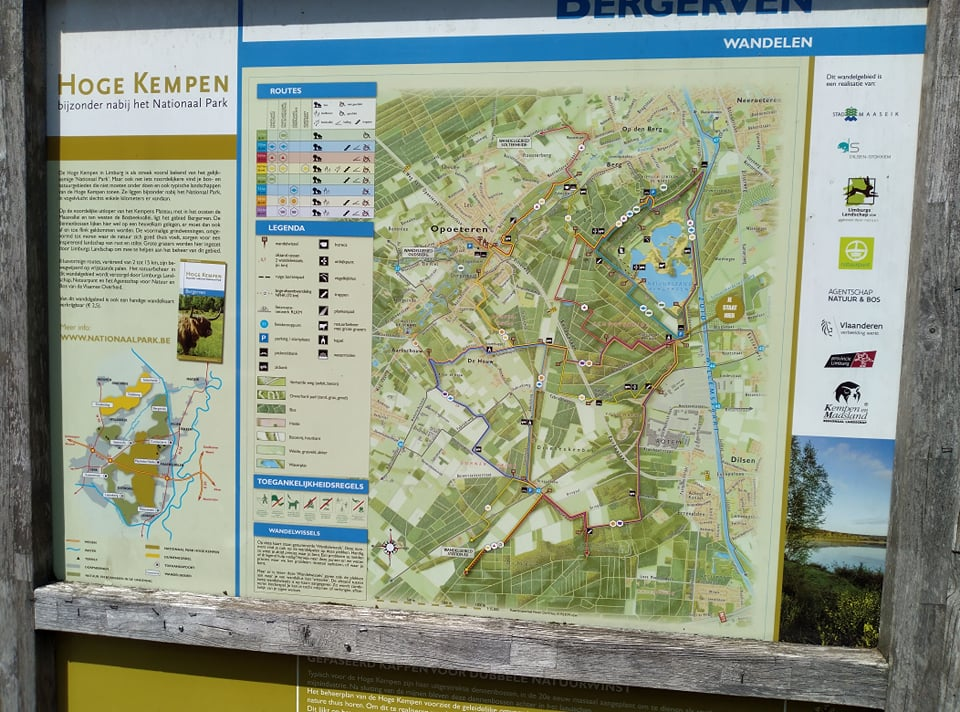
Routebord Kapel van de Weerstand